# Martin-chasseur forestier
Todiramphus macleayii
Espèce
Statut de conservation UICN

 LC  : Préoccupation mineure
Le Martin-chasseur forestier (Todiramphus macleayii) est une espèce d'oiseau de la famille des Alcedinidae.
Sa première description est due à Sir William Jardine et Prideaux John Selby en 1830. Longtemps connu comme Halcyon macleayi, il a été mis plutôt dans le genre Todiramphus.
On connaît deux sous-espèces :
- H. m. macleayi ;
- H. m. incinctus, décrit par John Gould.